# Friends (minialbum B’z)
FRIENDS – czwarty minialbum japońskiego zespołu B’z, wydany 9 grudnia 1992 roku. Osiągnął 1 pozycję w rankingu Oricon i pozostał na liście przez 30 tygodni, sprzedał się w nakładzie 1 355 530 egzemplarzy. Album zdobył status płyty Milion.

## Lista utworów
| Nr | Tytuł                                                                                 | Czas |
| -- | ------------------------------------------------------------------------------------- | ---- |
| 1. | „Prologue. Friends”                                                                   | 1:48 |
| 2. | „SCENE1. Itsuka no Merry Christmas” (jap. SCENE1. いつかのメリークリスマス)           | 5:03 |
| 3. | „SCENE2. Boku no tsumi” (jap. SCENE2. 僕の罪)                                         | 4:19 |
| 4. | „2-2. Love is..."                                                                     | 1:26 |
| 5. | „SCENE3. Koi ja naku naru hi” (jap. SCENE3. 恋じゃなくなる日)                         | 4:51 |
| 6. | „SCENE4. SEASONS”                                                                     | 1:14 |
| 7. | „SCENE5. Dōshitemo kimi o ushinaitakunai” (jap. SCENE5. どうしても君を失いたくない)   | 6:07 |
| 8. | „6. Itsuka no Merry Christmas (Reprise)” (jap. 6 いつかのメリークリスマス（Reprise）) | 1:23 |

## Notowania
| Lista                                 | Pozycja |
| ------------------------------------- | ------- |
| Oricon Weekly Albums Chart            | 1       |
| Oricon Yearly Albums Chart (rok 1993) | 6       |

## Muzycy
- Tak Matsumoto: gitara, kompozycja i aranżacja utworów
- Kōshi Inaba: wokal, teksty utworów
- Masao Akashi: manipulator, aranżacja (#2-2, #S-4, #6)
- Ikkō Tanaka: perkusja
- Akira Onozuka (DIMENSION): keyboard (#S-2, #2-2, #S-3, #S-5, #6)
- Hiroshi Sawano： trąbka (#S-5)
- Hiroyuki Nomura: puzon (#S-5)
- HIIRO STRINGS: instrumenty smyczkowe (Prologue)
- Maki Ōguro: chórek (#S-2, #S-5)
- Shin'ichi Furukawa: chórek (#S-1, #S-3)